# Wouter Weylandt
Wouter Weylandt (* 27. September 1984 in Gent; † 9. Mai 2011 in Mezzanego) war ein belgischer Radrennfahrer.

## Leben
Wouter Weylandt gewann 2004 die U23-Austragung des GP Waregem. Im Herbst fuhr er dann für Quick Step-Innergetic als Stagiaire und bekam daraufhin einen Profivertrag bei dem UCI ProTeam für die nächste Saison. 2005 gewann er den belgischen Grote Prijs Briek Schotte. Bei der ENECO Tour 2006 wurde er auf einer Etappe Dritter im Massensprint, vier Sekunden hinter dem Ausreißer Manuel Quinziato. Seine größten Erfolge feierte er mit Etappensiegen bei der Vuelta a España 2008 und dem Giro d’Italia 2010. 2010 siegte er im Grote Prijs Stad Sint-Niklaas.
Zur Saison 2011 wechselte Weylandt von Quick Step zum neugegründeten Team Leopard Trek.

## Tödlicher Unfall
Am 9. Mai 2011 stürzte Weylandt während des Giro d’Italia in der Abfahrt vom Passo del Bocco rund 25 Kilometer vor dem Ziel der dritten Etappe in Rapallo schwer. Während er sich nach hinten orientierte, um sich über die aktuelle Rennsituation zu vergewissern, streifte er mit dem linken Pedal oder der linken Lenkerseite eine Mauer und wurde dadurch circa 20 Meter weit auf die andere Straßenseite geschleudert, wo er mit einem weiteren Gegenstand kollidierte. Weylandt erlitt dabei einen Schädelbasisbruch und verstarb trotz unverzüglich eingeleiteter Wiederbelebungsversuche noch an der Unfallstelle.

## Familie
Er war bis zu seinem Tod mit seiner Partnerin An-Sophie De Graeve liiert. Sie gebar am 1. September 2011 die gemeinsame Tochter Alizée.

## Erfolge
| 2004 - Grand Prix Waregem U23 2005 - Grote Prijs Briek Schotte 2007 - eine Etappe Drei Tage von Westflandern - Ronde van het Groene Hart - eine Etappe Belgien-Rundfahrt - eine Etappe Ster Elektrotoer - eine Etappe ENECO Tour | 2008 - Nokere Koerse - eine Etappe Vuelta a España - Omloop van de Vlaamse Scheldeboorden 2009 - Le Samyn - eine Etappe Drei Tage von Westflandern 2010 - eine Etappe Giro d’Italia - eine Etappe Circuit Franco-Belge |

## Teams
- 2005–2010 Quick Step
- 2011 Team Leopard-Trek